# Psaliodes monapo
Psaliodes monapo là một loài bướm đêm trong họ Geometridae.